# فیترستون
latitudeفیترستونlongitudeفیترستون
فیترستون (به انگلیسی: Featherstone) یک شهرک در بریتانیا است که در انگلستان واقع شده‌است.

## خصوصیات
فیترستون ۱۵٬۲۴۴ نفر جمعیت دارد.